# 運輸及工務局
運輸及工務局，中华人民共和国香港特別行政區政府擬將重組的十四個決策局之一，專責香港的陸上公共交通服務、檢討票價、更新及推行鐵路發展策略2000、 開發環保運輸，以及、加快推行十大基建等工務政策。

## 建議
由運輸及房屋局的陸上運輸部門和發展局的工務部門合併而成。但計劃被擱置。

## 運輸科
- 路政署
- 建築署

## 工務科
- 土木工程拓展署
- 渠務署
- 機電工程署
- 水務署